# LGBT práva na Aljašce

Duhová mapa Aljašky

Lesby, gayové, bisexuálové a transsexuálové (LGBT) se v americkém státě Aljaška setkávají s některými právními komplikacemi neznámými pro většinové spoluobčany. Stejnopohlavní sexuální aktivita je legální celostátně. Manželství je pro páry stejného pohlaví přístupné po rozsudku Federálního okresního soudu z 12. října 2014 shledávajícího dodatek Ústavy státu Aljaška zakazující stejnopohlavní manželství.

## Zákony týkající se stejnopohlavní sexuální aktivity
Aljaška zrušila zákony proti sodomii v roce 1980.

## Stejnopohlavní manželství
Stejnopohlavní manželství je na území Aljašky legální po rozsudku Federálního okresního soudu z 12. října 2014.

## Homoparentalita
Na Aljašce je přístupná individuální adopce bez jakéhokoliv zohledňování sexuální orientace žadatele. Okresní soudy v několika případech povolili adopci gay a lesbickými páry, a to i v případech kdy bylo takové rozhodnutí snadno napadnutelné.